# Cantó de Marsella Sant Macèu
El cantó de Marsella Sant Macèu  és un cantó francès del departament de les Boques del Roine, situat al districte de Marsella. És format per part del municipi de Marsella.

## Municipis
Aplega els següents barris de Marsella:
- La Barasse
- La Pomme
- Les Caillols
- La Millière
- Saint-Marcel
- La Valbarelle
- La Valentine
- La Montre

| Data d'elecció                           | Identitat        | Partit | Qualitat |
| ---------------------------------------- | ---------------- | ------ | -------- |
| 1973-1982                                | M. Benassi       | PCF    |          |
| 1982-2008                                | Jean Bonat       | PS     |          |
| 2008-                                    | Denis Barthélemy | PS     |          |
| les dades anteriors no són pas conegudes |                  |        |          |